# ショーン・マクベイ
ショーン・マクベイ（Sean McVay, 1986年1月24日 - ）は、アメリカ合衆国オハイオ州デイトン出身の元アメリカンフットボール選手であり、現在は指導者。NFLのロサンゼルス・ラムズでヘッドコーチを務めている。NFL史上最年少（33歳）でスーパーボウルに進出し、同じく史上最年少（36歳）でスーパーボウル制覇を成し遂げたヘッドコーチである。

## 経歴

### 現役時代
マイアミ大学でワイドレシーバーとして3年間プレーしたが目立った活躍はできず、卒業後に現役を引退した。

### コーチ時代
引退直後の2008年にタンパベイ・バッカニアーズのアシスタントコーチに就任した。
2009年にUFLのフロリダ・タスカーズのコーチに就任した。
2010年にワシントン・レッドスキンズのアシスタントTEコーチに就任し、翌年にTEコーチに昇格した。
2014年にはオフェンシブコーディネーターに昇格した。
2017年にロサンゼルス・ラムズのヘッドコーチに就任した。NFLにおける30歳でのヘッドコーチ就任は2007年のレーン・キフィン（31歳）以来、史上最年少であった。
就任1年目となる2017年シーズンは11勝5敗でNFC西地区優勝を果たし、NFL最優秀コーチ賞を受賞した。しかし、プレーオフではワイルドカード・ラウンドでアトランタ・ファルコンズに敗れた。
2018年シーズンは13勝3敗で地区連覇を果たした。プレーオフでも勝ち上がり、ヘッドコーチとして史上最年少（33歳）でスーパーボウルに進出したが、ニューイングランド・ペイトリオッツにスーパーボウル史上最もロースコアとなる13-3で敗れた。
2019年シーズンはスーパーボウル敗者の呪い（スーパーボウルで敗れたチームは翌シーズンに低迷するというジンクス）にかかって9勝7敗と成績を落とし、プレーオフ出場を逃した。
2020年シーズンは10勝6敗で地区2位となり、2年ぶりにプレーオフに出場。ワイルドカード・ラウンドでシアトル・シーホークスに勝利したが、ディビジョナル・ラウンドで第1シードのグリーンベイ・パッカーズに敗れた。
2021年シーズン開幕前にエースQBジャレッド・ゴフに見切りをつけ、デトロイト・ライオンズとのトレードで新たなQBマシュー・スタッフォードを獲得した。シーズンでは12勝5敗で3年ぶりとなる地区優勝を果たした。プレーオフでも勝ち上がって3年ぶりにスーパーボウルに進出し、シンシナティ・ベンガルズに23-20で勝利。NFL史上最年少（36歳）でスーパーボウル制覇を成し遂げたヘッドコーチとなった。

## 家族
妻のベロニカはウクライナ出身の元モデルで、レッドスキンズのコーチ時代に出会った。2019年にフランスでプロポーズして婚約し、スーパーボウル制覇後の2022年に結婚式を挙げている。
祖父のジョン・マクベイも元NFLコーチで、ニューヨーク・ジャイアンツのヘッドコーチ、サンフランシスコ・49ersのエグゼクティブなどを務めた。